# Pyrinia transitata
Pyrinia transitata là một loài bướm đêm trong họ Geometridae.